# Le lunghe ombre
Le lunghe ombre és un telefilm italià del 1987 dirigit per Gianfranco Mingozzi.

## Trama
Dos adolescents dels Apenins Emilians que es van unir a la Resistència el 1944 coneixen una diva del cinema desplaçada per la guerra i s'enamoren d'ella.

## Repartiment
- Lina Sastri:
- Tobias Hoesl:
- Leonardo Ferrantini:
- Dominique Sanda:
- Beppe Chierici:
- Antonio Degli Schiavi:
- Nicola Farron:
- Francesco Guccini:
- Massimo Serato:

## Recepció
Fou estrenada com a part de la secció oficial en la VIII edició de la Mostra de València l'octubre de 1987.